# 浅原熊雄
浅原 熊雄（あさはら くまお、1920年 - ）は、山口県出身の元プロ野球選手。ポジションは捕手。

## 来歴・人物
徳山商業では1934年に第11回選抜中等学校野球大会に出場した。卒業後に林兼造船に進み、アマチュア屈指の捕手として活躍した。1947年に生じた野球部を巡る林兼造船と親会社の大洋漁業との対立をきっかけに大洋漁業の選手として出場することになる。1950年にまるは球団（大洋ホエールズ）が創設されるとそのまま同球団に入団し、二軍の主将になったが、親会社である大洋漁業が社会人野球チームのオール下関を結成すると、浅原は林兼造船の意向で開幕をまたずしてオール下関に移籍となった。オール下関で活躍し、引退後は母校の徳山商業などで監督を務めた。大洋退団から56年後の2006年9月7日の広島対横浜戦は当時の大洋の本拠地であった下関市で行われ、その始球式に地元出身で創設時に捕手だった浅原に球団関係者が打診し、同じく山口県出身である元西鉄ライオンズの池永正明と共に始球式に登場し、56年ぶりに大役を務めた。

## 詳細情報

### 年度別打撃成績
- 一軍公式戦出場なし

### 背番号
- 28 （1950年）